# Wilhelm Hörl
Wilhelm Franciszek Hörl (ur. 8 kwietnia 1893 w Krakowie, zm. wiosną 1940 w Charkowie) – podpułkownik piechoty Wojska Polskiego, działacz niepodległościowy, kawaler Orderu Virtuti Militari, ofiara zbrodni katyńskiej.

## Życiorys
Urodził się 8 kwietnia 1893 w Krakowie, w rodzinie Adama, urzędnika pocztowego i Rozalii z domu Rychter. Był bratem Stefanii (ur. 1891), Heleny (ur. 1900), Henryka Aleksandra (1895–1914) i Władysława (1898–1922), porucznika 20 pułku piechoty. Obaj bracia służyli w 3 pułku piechoty Legionów Polskich i zostali pośmiertnie odznaczeni Krzyżem Niepodległości (Henryk – 12 maja 1931, a Władysław – 4 lutego 1932).
W sierpniu 1914 wstąpił na ochotnika do Legionów. Służył w 6 pułku piechoty, w 1916 podczas walk o Polską Górę koło Kostiuchnówki jako zastępca dowódcy II Oddziału Karabinów Maszynowych, osłaniając odwrót żołnierzy, a na koniec niszcząc obydwa karabiny maszynowe nie zdołał już wycofać się, był ranny i dostał się do niewoli rosyjskiej . Po powrocie z rozpadającej się Rosji został wysłany na zachód Europy w celu organizowania misji wojskowych. Działał m.in. we Francji, wstąpił do Błękitnej Armii, z którą powrócił do Polski.
We wrześniu 1919 wraz z Błękitną Armią został wcielony do Wojska Polskiego w stopniu porucznika  i skierowany do sztabu 7 Dywizji Piechoty. Następnie służył w 32 pułku piechoty i był oddelegowany do Szefostwa Administracji Armii, jako kierownik referatu w Departamencie I Piechoty.
Po zakończeniu działań wojennych pozostał w wojsku został zweryfikowany do stopnia majora ze starszeństwem z dniem 1 czerwca 1919. Chorował na gruźlicę . W grudniu 1923 został przydzielony z Departamentu Piechoty Ministerstwa Spraw Wojskowych w Warszawie do Powiatowej Komendy Uzupełnień Szubin na stanowisko komendanta. We wrześniu 1926 został przeniesiony do Powiatowej Komendy Uzupełnień Inowrocław na stanowisko komendanta. 23 stycznia 1929 prezydent RP nadał mu stopień podpułkownika z dniem 1 stycznia 1929 i 1. lokatą w korpusie oficerów piechoty. W październiku 1935 został przeniesiony do Departamentu Uzupełnień Ministerstwa Spraw Wojskowych w Warszawie na stanowisko szefa Wydziału Uzupełnień. Na tym stanowisku pozostawał do 1939.
W czasie kampanii wrześniowej 1939 – po agresji ZSRR na Polskę – wzięty do niewoli sowieckiej i przewieziony do obozu w Starobielsku. Wiosną 1940 został zamordowany przez funkcjonariuszy NKWD w Charkowie i pogrzebany potajemnie w bezimiennej mogile zbiorowej w Piatichatkach, gdzie od 17 czerwca 2000 mieści się oficjalnie Cmentarz Ofiar Totalitaryzmu w Charkowie. Figuruje na Liście Starobielskiej NKWD, pod poz. 605.
5 października 2007 minister obrony narodowej Aleksander Szczygło mianował go pośmiertnie na stopień pułkownika. Awans został ogłoszony 9 listopada 2007 w Warszawie, w trakcie uroczystości „Katyń Pamiętamy – Uczcijmy Pamięć Bohaterów”.

### Życie prywatne
Wilhelm Hörl ożenił się z Zofią Żabczyńską (1898–1944) i przeszedł na ewangelicyzm-reformowany. Mieli dwoje dzieci: Jana Wilhelma i Zofię. Zofia (1924–1944) w czasie konspiracji i w Powstaniu Warszawskim była sanitariuszką Wojskowej Służby Kobiet Obwodu AK Mokotów. Wraz z matką, która od 1943 i w czasie Powstania Warszawskiego była łączniczką i również sanitariuszką V Rejonu Obwodu AK Mokotów, zostały rozstrzelane przez Niemców we wrześniu 1944 na warszawskiej Sadybie .
Wilhelm Hörl był szwagrem aktora Aleksandra Żabczyńskiego.

## Ordery i odznaczenia
- Krzyż Srebrny Orderu Wojskowego Virtuti Militari nr 6323 – 17 maja 1922[24][25][26]
- Krzyż Niepodległości – 16 września 1931 „za pracę w dziele odzyskania niepodległości”[27]
- Krzyż Kawalerski Orderu Odrodzenia Polski – 31 grudnia 1923[28][29]
- Krzyż Walecznych po raz pierwszy w 1921, w zamian za otrzymaną wstążeczkę biało-amarantową b. armii gen. Hallera[30]
- Krzyż Walecznych po raz drugi, trzeci i czwarty „za udział w b. Legionach Polskich”[31][32]
- Medal Pamiątkowy za Wojnę 1918–1921
- Medal Dziesięciolecia Odzyskanej Niepodległości
- Medal Zwycięstwa[33]